# Hercostomus promotus
Hercostomus promotus är en tvåvingeart som beskrevs av Becker 1922. Hercostomus promotus ingår i släktet Hercostomus och familjen styltflugor. Inga underarter finns listade i Catalogue of Life.